# Eureka Motor Buggy Company

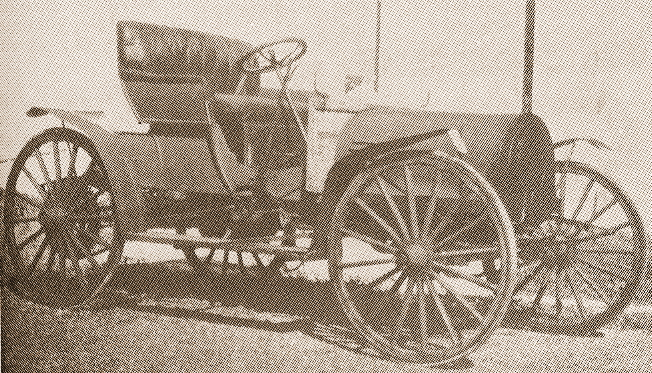
Der Kearns Storm Queen Doctor’s Special von 1909 ist praktisch baugleich mit dem Eureka Modell D 12/14 PS Motor Buggy von 1907–1909

Die Eureka Motor Buggy Company in Beavertown (Pennsylvania) war ein US-amerikanischer Hersteller, der Automobile der Marke Eureka produzierte. Dieses Unternehmen existierte von 1907 bis 1909.
Es gab keine Verbindung zu den anderen US-Herstellern der Automarke Eureka: Eureka Automobile Agency, Eureka Motor Car Company, Eureka Motor Car Manufacturing Company und Eureka Company. 		

## Beschreibung
Der Personenwagen der Eureka Motor Buggy Company war ein recht einfach konstruierter Highwheeler mit zugekauften, luftgekühlten Zweitakt-Schiebermotoren der Marke Speed-Well, einem Friktionsgetriebe, das seine Kraft an eine (möglicherweise zwei) Antriebskette(n) weitergab, schmalen aber sehr großen Holzspeichenrädern mit Hartgummireifen und wahlweise Lenkhebel oder Lenkrad. Für einen Highwheeler weniger üblich war die Unterbringung des Motors im Bug unter einer Motorhaube. Die Front erinnerte an jene der Chase-LKW.
Besonders teuer war der Eureka nicht; als Modell D 12/14 PS (nach damaliger Berechnungsmethode) mit Zweizylindermotor kostete er ab US$ 650. Daneben gab es das Modell L 15/18 PS mit Dreizylindermotor. Beides waren Runabouts, die als Motor Buggy bezeichnet wurden. Sie verkauften sich nicht gut.
Als Investor konnte Maxwell Kearns gewonnen werden. Dieser reorganisierte das Unternehmen 1909 als Kearns Motor Buggy Company. Es scheint, dass danach noch einige Fahrzeuge als Eureka verkauft wurden, ehe der Markenname auf Kearns geändert wurde.
Insbesondere Kearns-Nutzfahrzeuge waren danach recht lange Zeit erfolgreich.

## Modelle
| Modell     | Bauzeitraum | Zylinder/Kühlung     | Leistung        | Radstand | Aufbauten           |
| ---------- | ----------- | -------------------- | --------------- | -------- | ------------------- |
| D 12/14 HP | 1907–1909   | 2 Reihe, luftgekühlt | 12 bhp (8,8 kW) | 2032 mm  | Motor Buggy 2 Sitze |
| L 15/18 HP | 1907–1909   | 3 Reihe, luftgekühlt | 12 bhp (12 kW)  | 2032 mm  | Motor Buggy 2 Sitze |

Der Radstand wurde vom identischen Kearns Highwheeler Storm Queen Doctor’s Special übernommen.
Modell D wurde gegen Ende 1909 oder Anfang 1910 praktisch unverändert zum Kearns Highwheeler Storm Queen Doctor’s Special; Modell L erhielt wahrscheinlich erst 1910 mit dem Kearns Modell G resp. L einen indirekten Nachfolger.